# 巴斯克和巴约讷历史博物馆
巴斯克和巴约讷历史博物馆（法語：Musée basque et de l'histoire de Bayonne）位于巴约讷，专注于法属巴斯克地区，展出历史学和民族志藏品，从早期的牧羊人和农民的日常生活，到工具、家庭和传统艺术、绘画、游戏和舞蹈。
2003年，该博物馆获授予法兰西博物馆（Museum de France）称号，自2007年以来一直由巴斯克博物馆联合会管理。
巴斯克和巴约讷历史博物馆成立于1924年，设于海盗码头（quai des Corsaires）的达古雷特之家（maison Dagourette），是16世纪末的商人住宅。1991年公布为法国历史遗迹。